# Audacity
Audacity (дума на английски език, която означава „смелост“ или „дързост“) е безплатен, свободен междуплатформен софтуер за редактиране на звук с отворен код. Програмата е налична за Windows, GNU/Linux, macOS и други Unix-базирани операционни системи. През есента на 1999 г. Доминик Мацони и Роджър Даненберг дават началото на проекта в Университета „Карнеги Мелън“. На 28 май 2000 г. излиза първата версия.
През ноември 2019 г. това е най-сваляният софтуер от FossHub с над 80 милиона изтегляния от март 2015 г. Преди това програмата е можела да се изтегля и от Google Code и SourceForge, като изтеглянията са били над 100 милиона. През 2007 г. и 2009 г. проектът е отличен като най-добър мултимедиен проект.
През април 2021 г. програмата е купена от група Muse. Компанията предлага да се добави телеметрия в Audacity и по-късно – лиценз, с които всеки, който допринася към Audacity, трябва да се съгласи, за да му се приеме промяната. Това зове множество съмнения от общността на отворения код.

## Основни функции
- Запис на звук от различни източници[9]
- Обработка на аудио файлове от най-различни формати
- Голямо разнообразие от ефекти – изрязване, нормализиране, изкривяване, обръщане и т.н.
- Възможност за добавяне на приставки[10]
- Запис при засичане на звук
- MIDI възпроизвеждане
- Настройване на скоростта на възпроизвеждане
- Поддръжка на много канали с честота на дискретизация до 96 kHz
- Спектърен анализ на звука с алгоритъма за преобразование на Фурие
- Откриване на пропуски при запис с пренатоварен процесор

## Спорове

### Свързани с купуването от Muse
След като е купена от Muse, компанията предлага по избор да се сложи телеметрия в Audacity, използвайки Google Analytics и Яндекс Метрика. Това става много спорен избор. Бързо след това Audacity/Muse си оттегля предложението.
След това от компанията решават да задължават човек да се съгласи с правила и условия при свои приноси. Това е с цел да се промени лицензът от ОПЛ 2.0 към ОПЛ 3.0 или подобна промяна.